# 34541 Gustavosanreyes
34541 Gustavosanreyes è un asteroide della fascia principale. Scoperto nel 2000, presenta un'orbita caratterizzata da un semiasse maggiore pari a 2,9964751 au e da un'eccentricità di 0,0406904, inclinata di 3,51026° rispetto all'eclittica.